# Aeolochroma recta
Aeolochroma recta là một loài bướm đêm trong họ Geometridae.